# Abraham Oyanedel Urrutia
Abraham Oyanedel Urrutia (Copiapó, 25 mei 1874 - La Serena, 28 januari 1954) was een Chileens rechtsgeleerde en staatsman. Hij was van 2 oktober tot 24 december 1932 waarnemend president van Chili. 

## Biografie
Hij was de zoon van Daniel Oyanedel Alcayaga en Inés Urrutia Pérez en studeerde rechten aan de Universiteit van Chili. Na zijn promotie (1897) was hij werkzaam als advocaat. Nog voor de aanvang van zijn studie was hij tijdens de Chileense Burgeroorlog (1891) actief binnen de rebellenbeweging die streed tegen de regering van president José Manuel Balmaceda.
In 1927 werd hij lid van het Hooggerechtshof van Chili; sinds 1932 was hij voorzitter. In die laatste functie werd hij op 2 oktober 1932 aangesteld als waarnemend president van Chili (Vicepresidente de Chile) ter vervanging van generaal Bartolomé Blanche Espejo. Als waarnemend staatshoofd overzag hij de presidents- en parlementsverkiezingen van 30 oktober 1932 die werden gewonnen door Arturo Alessandri. Op 24 december 1932 droeg Oyanedel de macht over aan Alessandri.
Abraham Oyanedel was getrouwd met Ema Grebe en had vier kinderen.

## Samenstelling kabinet
| Ministerie (vicepresidentschap van Abraham Oyanedel 02-10-1932 tot 24-12-1932) | Naam/periode                                                            | Partij |
| ------------------------------------------------------------------------------ | ----------------------------------------------------------------------- | ------ |
| Binnenlandse Zaken                                                             | Javier Ángel Figueroa Larraín (1932)                                    | PL     |
| Buitenlandse Zaken en Handel                                                   | Jorge Matte Gormaz (1932)                                               | PLD    |
| Financiën                                                                      | Julio Pérez Canto (1932)                                                | —      |
| Nationale Defensie                                                             | Carlos Sáez Morales (1932)                                              | Mil.   |
| Justitie                                                                       | Absalón Valencia Zavala (1932)                                          | PLD    |
| Openbaar Onderwijs                                                             | Alberto Coddou Ortiz (1932)                                             | PR     |
| Sociale Zaken                                                                  | Hernán Echeverría Cazotte (1931-1932) Marco Antonio de la Cuadra (1932) | PL     |
| Arbeid                                                                         | Francisco Landa Zárate                                                  | PDa    |
| Volksgezondheid                                                                | Javier Castro Oliviera (1932)                                           | PL     |
| Landbouw                                                                       | geen opgave                                                             |        |
| Huisvesting                                                                    | Anatolio González (1932)                                                | —      |